# Guadiana
Guadiana (arabisk: Wadi Ana, latin: Anas) er en af de store floder i Spanien og Portugal. Den danner dele af grænsen mellem de to lande og skiller Extremadura og Andalusien (Spanien) fra Alentejo og Algarve (Portugal).
Floden er 778 km lang og dræner et område på omkring 67.000 km². Den munder ud i Cadizbugten, en del af Atlanterhavet, mellem Vila Real de Santo António (Portugal) og Ayamonte (Spanien).
Badajoz i Spanien er den største byen langs floden. Den største portugisiske by langs Guadiana er Vila Real de Santo António, to kilometer før den munder ud i havet. Der er over tredive større dæmninger i Guadianas flodløb,, hvoraf den største er Alqueva-dæmningen i Portugal som danner Europas største, kunstige reservoir.